# Новоселиця
Новосе́лиця — місто в Україні, адміністративний центр Новоселицької міської громади Чернівецького району Чернівецької області.

## Географія
Місто Новоселиця розташоване за 29 км від обласного центру, на лівому березі річки Прут. Через місто пролягають залізнична лінія Чернівці — Ларга та автошлях національного значення Н10 Чернівці — Кишинів.

## Герб
Затверджений 12 липня 2001р. рiшенням сесії міської ради. У лазуровому щиті з зеленою облямівкою, розімкнутою зверху, два золоті хрести, що супроводжуються знизу срібною головою зубра прямо, з чорними рогами, червоними очима і срібним язиком, що супроводжується знизу двома вузькими срібними хвилеподібними укороченими балками.

## Історія
Найдавніша письмова згадка про Новоселицю датується 1456 роком.
За даними на 1859 рік у власницькому містечку Хотинського повіту Бессарабської губернії (яке належало на той час дворянському роду Стурдза) мешкала 2081 особа (1056 чоловічої та 1025 — жіночої статі), налічувалось 299 домогосподарств, існували 2 православні церкви, 3 єврейських молитовних будинки, митниця, поштова станція, лісова пристань, відбувались щонедільні базари.

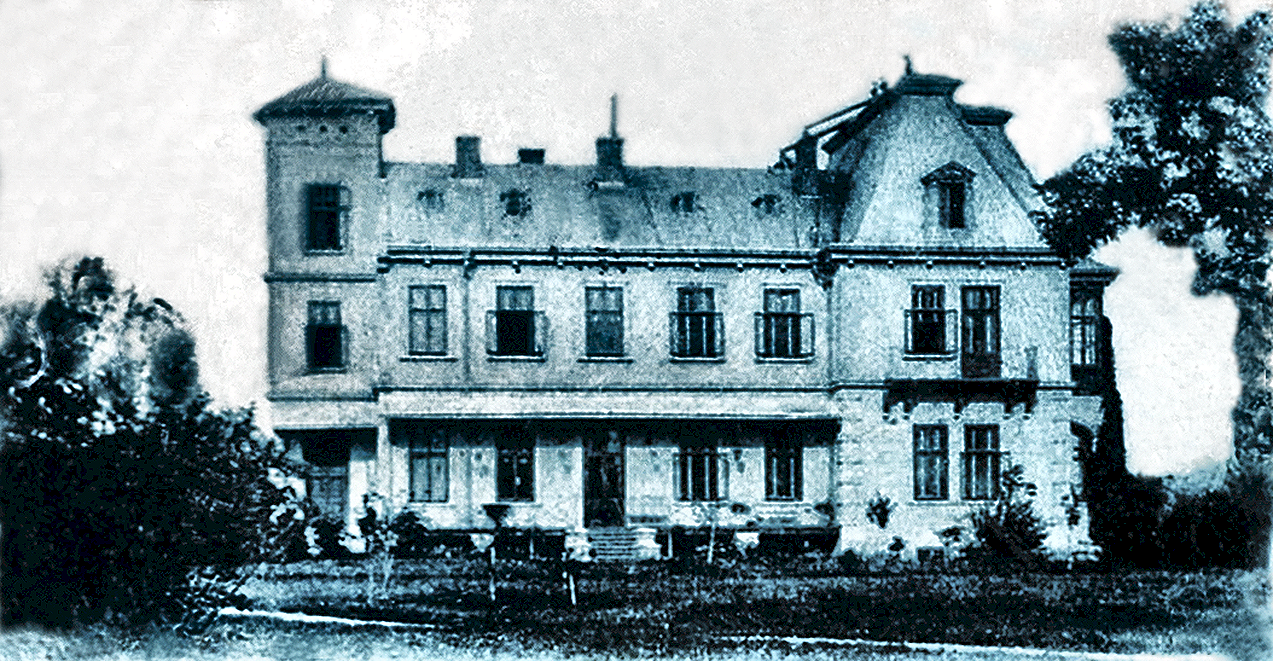
Маєток родини Ріттен фон Зотта (1900)

Станом на 1886 рік у власницькому містечку, центрі Новоселицької волості, мешкало 1007 осіб, налічувалось 145 дворових господарств, існували православна церква, синагога, 2 молитовних будинки, школа, лазарет, поштова станція, свічний завод, миловарний завод, 3 кожевених заводи, пивоварений завод, 50 лавок, кордон, 4 постоялих двори, 4 винних погреба, відбувались базари. За 3 версти — кордон.
До 1918 року біля Новоселиці знаходився потрійний стик кордонів Російської Імперії, Австро-Угорської Імперії та Румунії, а до незалежності останньої тут сходилися кордони трьох імперій — Російської, Австрійської та Османської.
З 24 серпня 1991 року місто у складі незалежної України.
17 липня 2020 року, в результаті адміністративно-територіальної реформи та ліквідації Новоселицького району, місто увійшло до складу новоутвореного Чернівецького району.
Станом на травень 2022 року, через російське вторгнення в Україну, в Новоселицькій міській громаді перейменовано понад 50 вулиць, пов'язаних з країною-агресором та радянським минулим.

## Населення
Станом на 1 січня 2022 року населення складало 7399 особи.

### Національний склад
Розподіл населення за національністю за даними перепису 2001 року:
| Національність  | Відсоток |
| --------------- | -------- |
| українці        | 54,37 %  |
| молдовани       | 35,82 %  |
| росіяни         | 6,84 %   |
| румуни          | 1,63 %   |
| інші/не вказали | 1,34 %   |

### Мова
Розподіл населення за рідною мовою за даними перепису 2001 року:
| Мова            | Відсоток |
| --------------- | -------- |
| українська      | 54,92 %  |
| румунська       | 34,54 %  |
| російська       | 10,07 %  |
| інші/не вказали | 0,47 %   |

## Економіка
На території громади діють підприємства харчової і переробної промисловості, виробництва та продажу будівельних матеріалів. Продукція цих підприємств славиться на теренах регіону, України та за її межами. Бюджетоутворюючі підприємства громади та ФОПи: ДП «М'ясо Буковини», ТОВ «Фіорд», ТОВ «ГРІН РЕЙ», ПП «Сікора», ПП «Збиркот», ПП «Ратушенко».                 

## Особистості

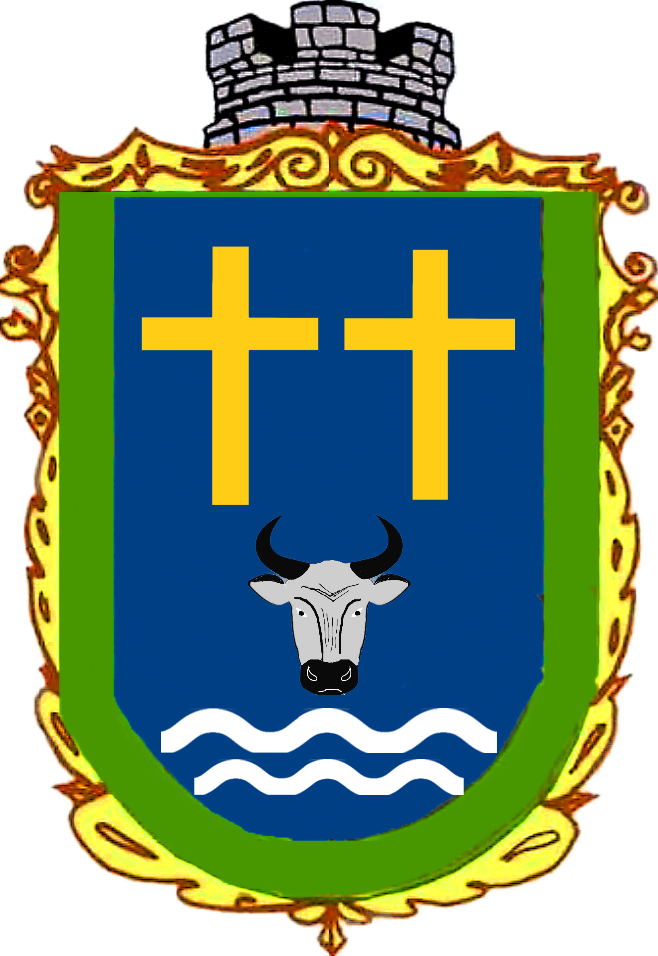
герб м. Новоселиця

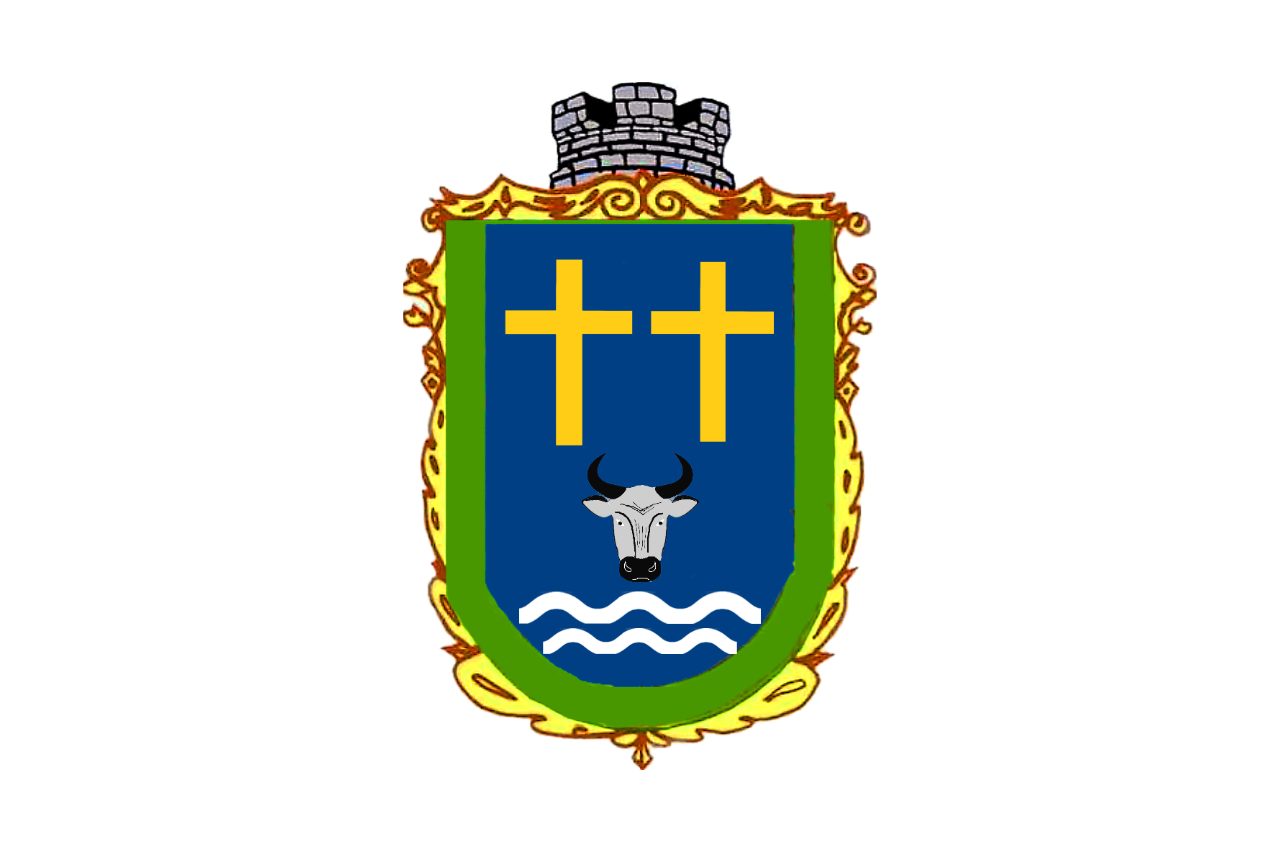
Прапор м. Новоселиця (проєкт)

- Амброжевич (В'ячеслав) Чеслав — (нар. 29.08.1900, м. Новоселиця — пом. 1954, м. Сібіу, Румунія) — археолог, педагог, доктор природничих наук (1927), професор.
- Балюк Вадим Володимирович (нар. 1991) — старший лейтенант Збройних сил України, учасник російсько-української війни.
- Бенджамін Чарльз Грюнберг — американський ботанік і педагог.
- Бойко Олександр Дмитрович — український історик та політолог, професор, доктор політичних наук, ректор Ніжинського державного університету імені Миколи Гоголя.
- Бойко Тихон Максимович — громадський діяч, військовий; сотник Армії УНР.
- Бурлака Сергій Вікторович (1977—2016) — солдат Збройних сил України, учасник російсько-української війни.
- Єфтеньєв Руслан Іванович — спортсмен. Майстер спорту СРСР по велоспорту на треку.
- Локтєв Юрій Геннадійович — Майстер спорту по волейболу. Працював тренером волейбольних команд ЦСКА (Москва), молодіжної збірної СРСР.
- Михайло Назарович Марандюк (нар. 17 січня 1949) — шаховий композитор; майстер спорту СРСР (1978), міжнародний гросмейстер з шахової композиції (2004). Інженер-механік
- Хамзін Олександр Резанурович — Спортсмен. Майстер спорту України по самбо.
- Саблук Анна Іванівна (нар. 1947) — письменниця.
- Задорожний Василь Георгійович (нар. 1948) — професор, д.х.н, Майстер спорту СРСР.
- Ковтун Валерій Іванович (нар. 1948) — коломийський громадсько-політичний діяч, краєзнавець, директор Коломийського педагогічного коледжу (з грудня 2001), Заслужений працівник освіти України, Почесний краєзнавець України.
- Новицький Віктор Володимирович (нар. 1951) — український математик.
- Загрійчук (Філонюк) Тетяна Анатоліївна (нар. 1984) — українська спортсменка-легкоатлетка. Спеціалізувалася в бігу на довгі дистанції; майстер спорту України міжнародного класу.

## Міста-побратими
- Слобожанське,  Україна
- Йонішкіс,  Литва
- Унгень,  Молдова
- Фалешти,  Молдова
- Гуєдін,  Румунія
- Ботошані,  Румунія
- Жерардмер,  Франція

## Галерея

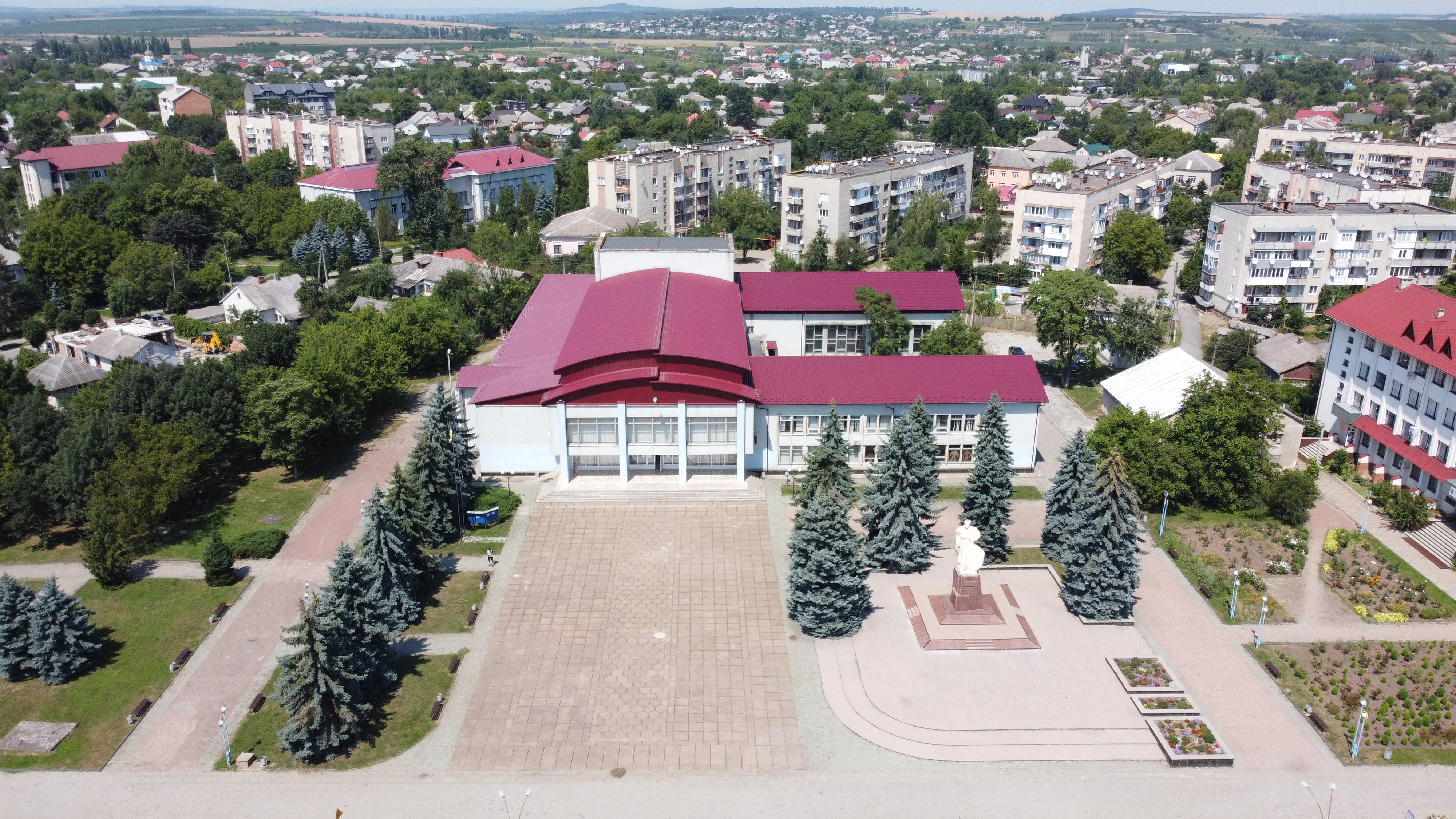
Центральна площа, будинок культури
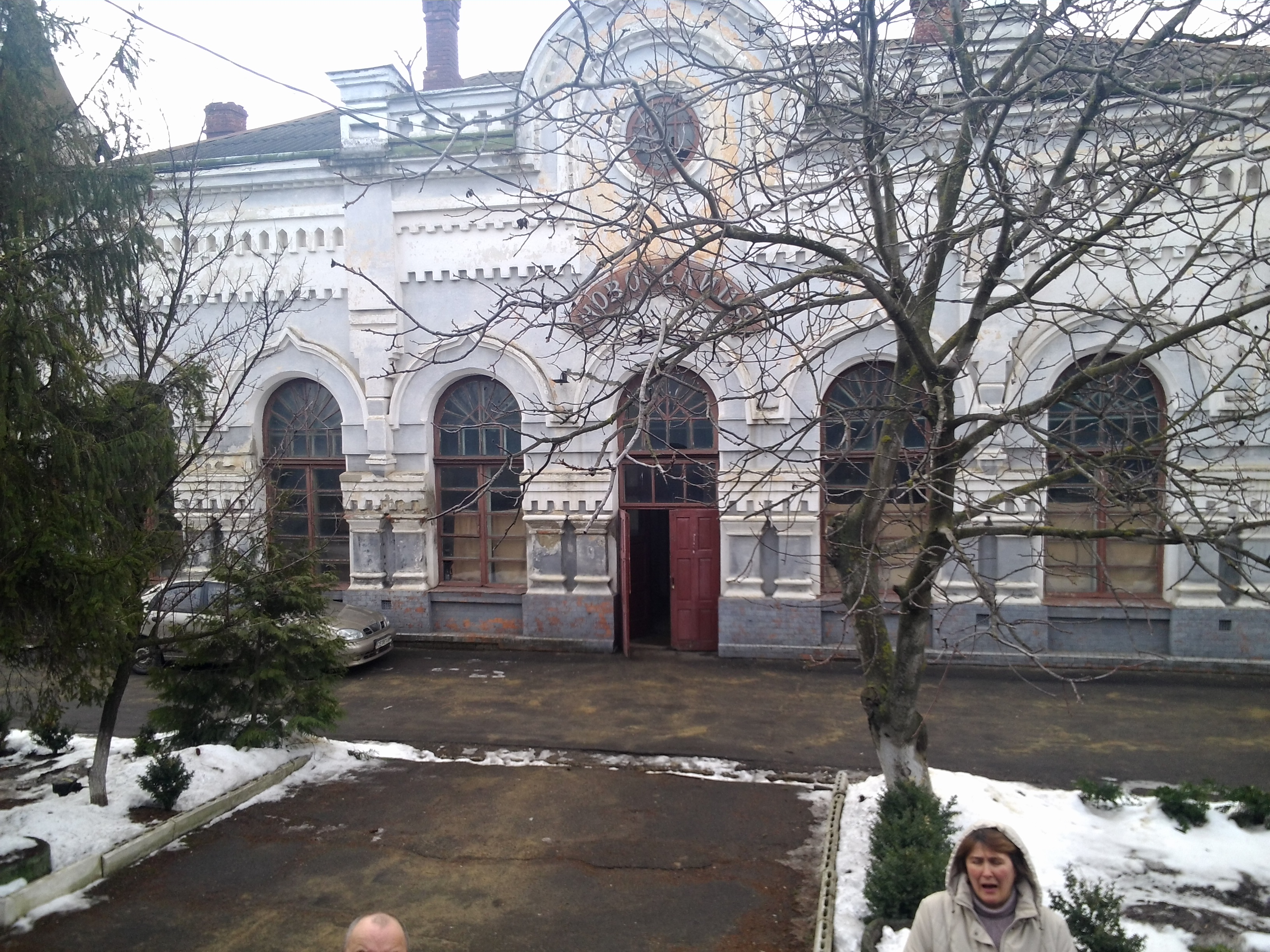
Вокзал станції Новоселиця
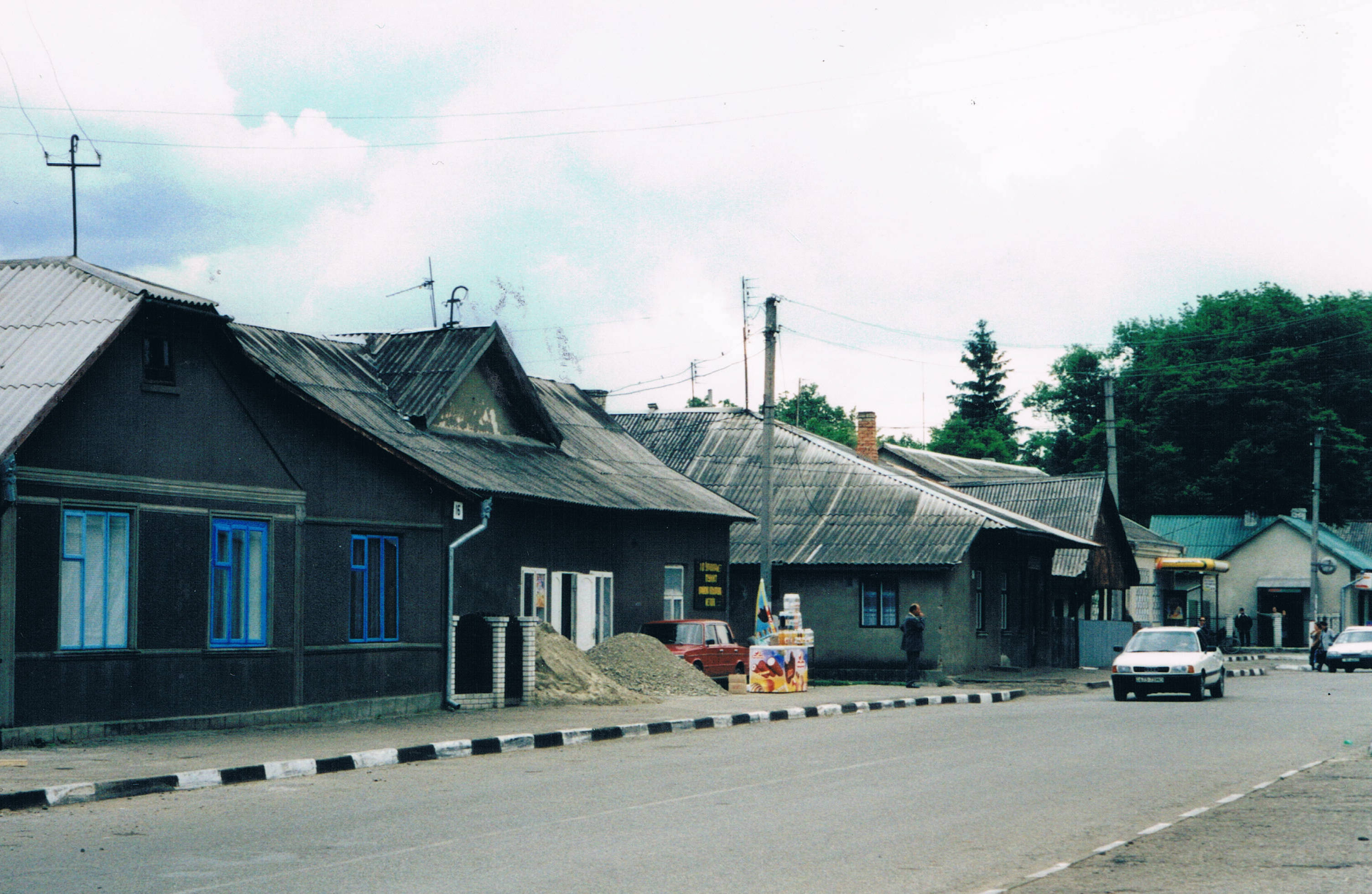
Одна з вулиць Новоселиці
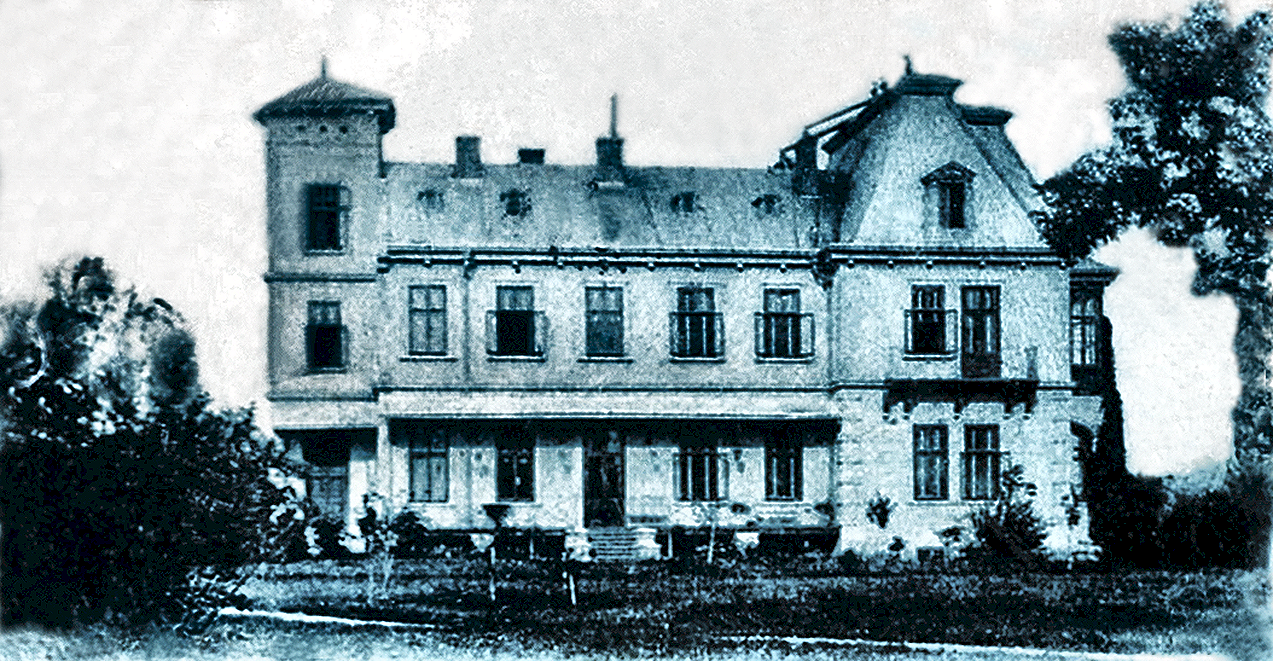
Маєток родини Ріттен фон Зотта (1900)
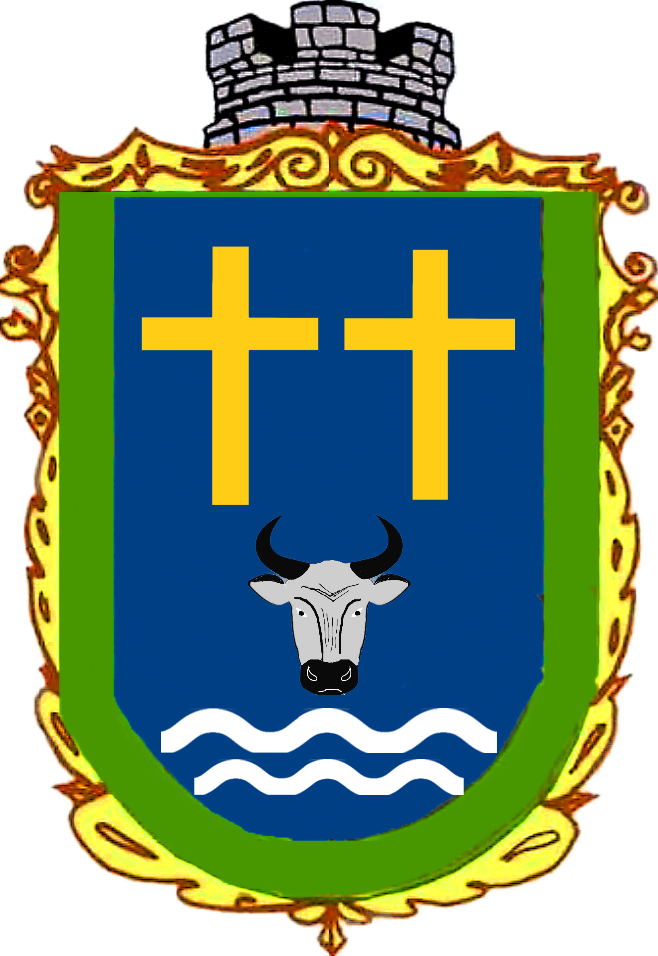
Герб м. Новоселиця
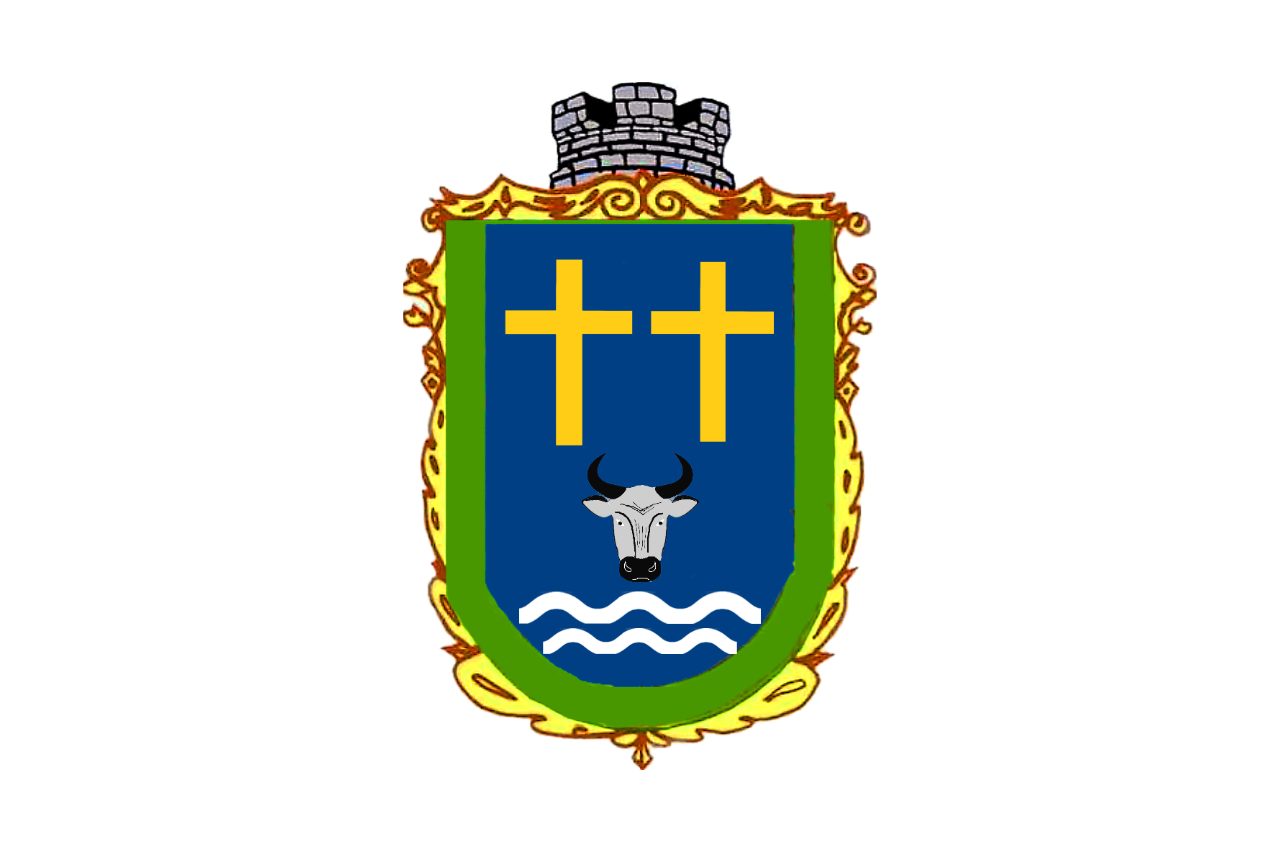
Прапор м. Новоселиця (проєкт)